# Секирево Село
Секирево Село је насељено место у општини Горња Стубица, Крапинско-загорска жупанија, Хрватска.

## Историја
До територијалне реорганизације у Хрватској било је у саставу старе општине Доња Стубица.

## Становништво
У попису становништва из 2011. године, Секирево Село је имало 34 становника.
| Број становника према пописима | Број становника према пописима | Број становника према пописима | Број становника према пописима | Број становника према пописима | Број становника према пописима | Број становника према пописима | Број становника према пописима | Број становника према пописима | Број становника према пописима | Број становника према пописима | Број становника према пописима | Број становника према пописима | Број становника према пописима | Број становника према пописима | Број становника према пописима |
| ------------------------------ | ------------------------------ | ------------------------------ | ------------------------------ | ------------------------------ | ------------------------------ | ------------------------------ | ------------------------------ | ------------------------------ | ------------------------------ | ------------------------------ | ------------------------------ | ------------------------------ | ------------------------------ | ------------------------------ | ------------------------------ |
| 1857                           | 1869                           | 1880                           | 1890                           | 1900                           | 1910                           | 1921                           | 1931                           | 1948                           | 1953                           | 1961                           | 1971                           | 1981                           | 1991                           | 2001                           | 2011                           |
| 58                             | 58                             | 78                             | 96                             | 92                             | 92                             | 87                             | 78                             | 62                             | 75                             | 70                             | 66                             | 62                             | 42                             | 45                             | 34                             |

Напомена: Исказано под именом Секирје 1857, Секирјево Село од 1869. до 1900. и Секирово Село до 1981.